# Józef Porzecki (historyk)
Józef Porzecki – polski historyk, krajoznawca i działacz społeczny na Białorusi, autor wielu inicjatyw społecznych, wieloletni wiceprezes Związku Polaków na Białorusi.

## Życiorys
W roku 1988 przystąpił do organizującego się polskiego ruchu narodowego na Białorusi. W latach 1990–1995 odbył studia z dziedziny historii na Uniwersytecie Mikołaja Kopernika. Założyciel Koła Miłośników Ziem Kresowych na tym że Uniwersytecie. Po powrocie na Białoruś w latach 1996-1998 nauczał w Szkole z Polskim Językiem Nauczania w Grodnie. W latach 1997–1998 pracował jako dyrektor Polskiej Szkoły Społecznej przy Związku Polaków na Białorusi. W tym samym czasie nauczał historii w szkołach społecznych Związku Polaków na Białorusi i Polskiej Macierzy Szkolnej, wykładał na Uniwersytecie Grodzieńskim.
Został dyrektorem Domu Polskiego w Grodnie. Zaangażował się w działalność Związku Polaków na Białorusi. W latach 1996–1998 pełnił funkcję prezesa Grodzieńskiego Miejskiego Oddziału ZPB. W latach 1997–2009 pełnił obowiązki wiceprzewodniczącego Związku Polaków na Białorusi. Od 1998 do 2004 był prezesem Grodzieńskiego Obwodowego Oddziału Związku Polaków na Białorusi. W okresie 2000–2005 w wyniku kampanii wyborczej na stanowisko prezesa Związku Polaków na Białorusi miał zakaz wjazdu na teren Polski jako osoba rzekomo zagrażająca bezpieczeństwu państwa (zakaz zniesiono w roku 2005).  Jest założycielem  Komitetu Ochrony Miejsc Pamięci Narodowej przy ZPB.
W latach 1997–1998 prezes Społecznego Komitetu Pamięci Adama Mickiewicza w Grodnie. Od 2009 roku twórca i prezes Społecznego Komitetu Ochrony Miejsc Polskiej Pamięci Narodowej, zajmującego się upamiętnieniem, renowacją i ocaleniem od zapomnienia miejsc spoczynku polskich żołnierzy i osób zasłużonych.

## Publikacje
- Katalog Miejsc Polskiej Pamięci Narodowej na Grodzieńszczyźnie
- Semper Fidelis. Obrona Grodna 1939 r.
- Gloria Victis. Powstanie 1863 r. na Grodzieńszczyźnie
- Pamięć dla pokoleń. Szlakiem zamków, pałaców i dworów Grodzieńszczyzny
- Grodzieńszczyzna w walce o niepodległość

## Wyróżnienia
- Złoty Medal Stowarzyszenia „Wspólnota Polska” (2005)
- Nagroda Międzynarodowa „Świadek Historii” (2015, przyznana przez Instytut Pamięci Narodowej w pierwszej edycji)[4][5]
- „Złote Serce” Fundacji na rzecz Pomocy Dzieciom z Grodzieńszczyzny (2016; wyróżniony wraz z Anną Porzecką)[6]